# Maine de Biran
Marie-François-Pierre Gonthier de Biran, (Bergerac, 29 de novembro de 1766 - Paris, 20 de julho de 1824) mais conhecido como Maine de Biran, foi um filósofo, matemático e psicólogo francês. Famoso por ter inaugurado a corrente chamada espiritualismo francês, desenvolvida após ele ter rompido com a sociedade dos ideólogos. Influenciou diretamente nomes como Henri Bergson, Maurice Merleau-Ponty e Michel Henry.

## Biografia

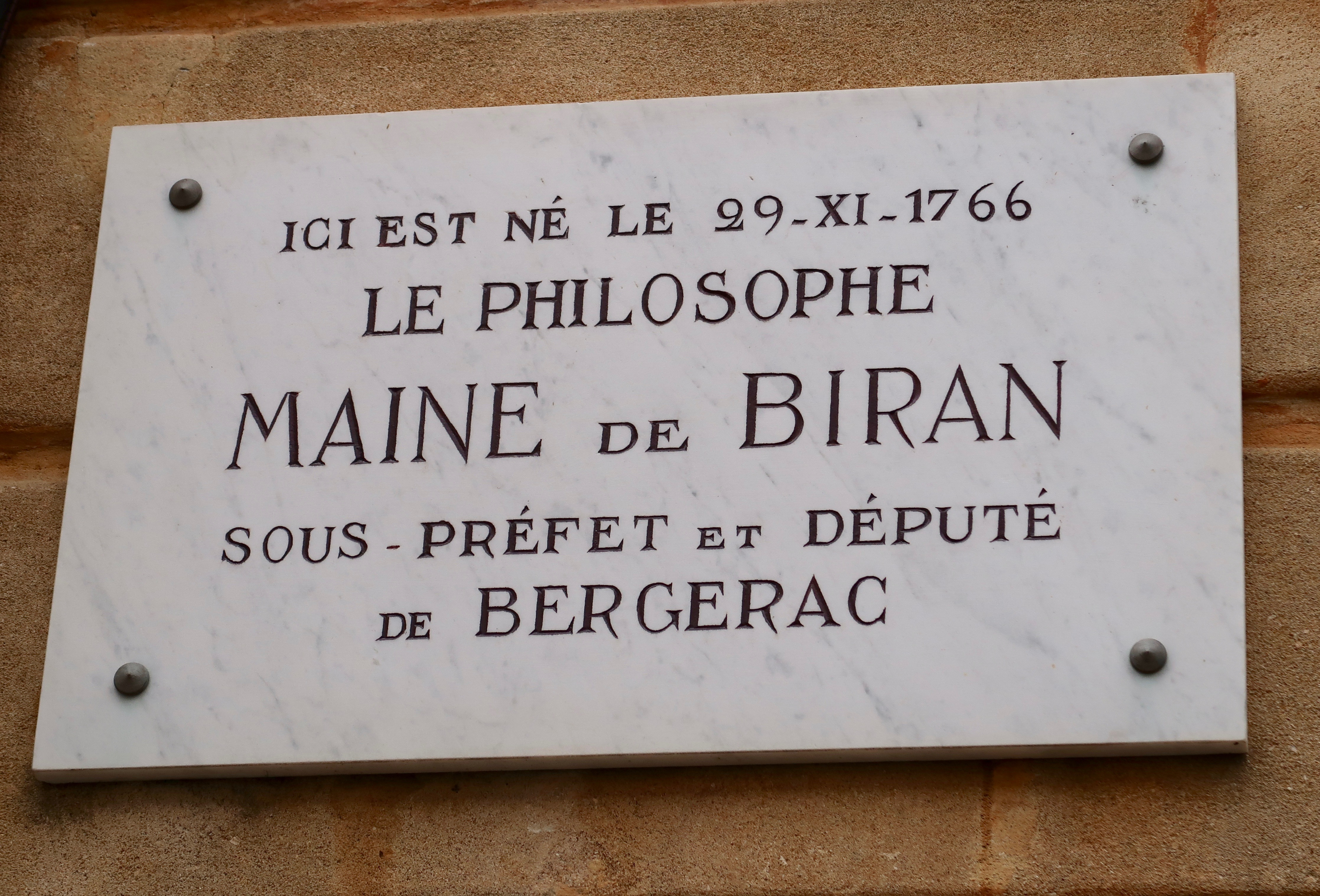
Placa 39, rue Sainte-Catherine (Bergerac), onde Biran nasceu.

Filho de um médico, militou no corpo da guarda de Luís XVI. Em 1792 foi para sua propriedade em Bergerac, onde escapou da perseguição do período do Terror (1793/94), durante a Revolução Francesa. Em 1795, administrou o Departamento de Dordogne e, em 1797, tornou-se membro do Conselho dos Quinhentos, criado dois anos antes. Foi subprefeito de Bergerac sob o Primeiro Império (1804/14). Em 1811, como membro do corpo legislativo, manifesta publicamente sua oposição a Napoleão. Em 1815, torna-se membro da Câmara dos Deputados. No ano seguinte, foi conselheiro de Estado e, em 1818, tornou-se deputado até sua morte.
Seu trabalho filosófico foi realizado na forma de memórias, reflexões e diários. Através da meditação introspectiva dos seus próprios estados físicos e psíquicos, chegou a concepção de que a consciência, entendida como uma substância independente, existe somente como esforço oposto à resistência do objeto externo. Na resistência é que se daria a consciência do "eu", resultado final da introspecção que iria além dos múltiplos estados, nos quais os sensualistas (como Condillac), dissolviam a subjetividade. Maine de Biran estabelece ainda uma distinção fundamental entre a impressão passiva (provocada pelo exterior) e a ativa (resultante da atividade interna do sujeito).
Seus esforços foram para constituir o que seria uma antropologia filosófica: a distinção entre vida animal, vida humana e vida espiritual. Seu pensamento manifestou uma evolução, através de etapas que podem ser caracterizadas como verdadeiras conversões ao platonismo e ao cristianismo.
Maine de Biran foi o iniciador da reação espiritualista que marcou a filosofia francesa no começo do século XIX. Sua vida, seus desenganos, sucessos e suas posições filosóficas estão presentes em Diário íntimo, considerada uma de suas melhores obras, e cuja edição definitiva somente apareceu em 1927, ou seja, mais de um século após sua morte.